# Worms 3
Worms 3 es un videojuego de estrategia por turnos de la saga Worms desarrollado y publicado por Team17 para el IOS el 8 de agosto de 2013 y lanzado para dispositivos Android el 28 de mayo de 2014 a través de Play Store.

## Gameplay
El modo de historia consta de veintisiete misiones de un solo jugador a través de cuatro temas: Playa, Spooky, Corral y Alcantarilla.
El juego sigue en los primeros juegos de la serie, en la que los equipos de gusanos se turnan para utilizar una variedad de armas y artículos con el fin de eliminar los equipos enemigos.
Worms 3 es el primer juego de Worms que cuenta con el modo de cartas, que permite al jugador alterar el inicio y el final de cada turno. Hay cuarenta y una cartas en total, que deben ser recogidas primero desbloqueando recompensas en el juego y comprándolas. También hay cuatro diferentes clases de gusanos, que aparecieron por primera vez en Worms Revolution, y nuevas armas.
Los modos multijugador y en línea están disponibles, junto con el modo Bodycount, un nuevo modo que desafía al jugador a superar la puntuación de un amigo en los desafíos.

## Recepción
Worms 3 recibió críticas positivas. Tiene una puntuación de 74/100 en Metacritic y 73,75 % en GameRankings.
GamesMaster dio al juego 90/100 y un premio de oro, elogiando el nuevo modo de cartas y llamó al multijugador "tan bueno que te hará retorcerse en deleite" Scott Nichols de Spy digital dio el juego 4/5, declarando Mientras que el juego no fue innovador para la serie, elogió el modo multijugador y declaró que el juego "golpea las notas correctas para ofrecer a los fans la experiencia completa de Worms en el camino". Harry Slater de Pocket Gamer dio el juego 4/5 y un premio de plata, alabando sus modos de un solo jugador y multijugador, pero criticó a la IA y declaró que los fanes no Worms se mantendrá sin impresionar. Joe Jasko de Gamezebo dio el juego 4/5, elogiando las cartas y la cantidad de armas, pero criticó la falta de tutoriales para algunas armas y objetos de juego y diseños de nivel. John Bedford de Modojo también dio el juego 4/5, afirmando que el juego retorció el juego establecido Worms, pero era "lo suficientemente familiar para mantener a los fans de largo tiempo felices". Criticó el rendimiento a veces agitado y la falta de personalización de los gusanos del jugador. Apple'N'Apps, sin embargo, dio el juego 1/5, criticando los controles táctiles y el juego y declaró que la serie "debería haber permanecido en el pasado" 